# Дробышевское сельское поселение
Дро́бышевское се́льское поселе́ние — муниципальное образование в Троицком районе Челябинской области Российской Федерации. В рамках административно-территориального устройства муниципальное образование  соответствует административно-территориальной единице Дробышевский сельсовет.
Административный центр — село Дробышево.

## История
Статус и границы сельского поселения установлены Законом Челябинской области от 28 октября 2004 года № 315-ЗО «О статусе и границах Троицкого муниципального района и сельских поселений в его составе»

## Население
| 2002  | 2010  | 2011  | 2012  | 2013  | 2014  | 2015  |
| ----- | ----- | ----- | ----- | ----- | ----- | ----- |
| 1797  | ↗2009 | ↘2007 | ↗2023 | ↗2038 | ↘1941 | ↘1889 |
| 2016  | 2017  | 2018  | 2019  | 2020  | 2021  |       |
| ↘1810 | ↗1846 | ↘1762 | ↘1721 | ↗1723 | ↘1490 |       |

## Состав сельского поселения
| №  | Населённый пункт | Тип населённого пункта       | Население |
| -- | ---------------- | ---------------------------- | --------- |
| 1  | Дробышево        | село, административный центр | ↘524      |
| 2  | Иванково         | посёлок                      | ↘13       |
| 3  | Метличье         | посёлок                      | ↘134      |
| 4  | Морозкино        | посёлок                      | ↗503      |
| 5  | Неверово         | посёлок                      | ↘21       |
| 6  | Опытный          | посёлок                      | ↗78       |
| 7  | Первомайка       | посёлок                      | ↘210      |
| 8  | Сливной          | посёлок                      | ↘212      |
| 9  | Суналы           | посёлок                      | ↘54       |
| 10 | Травянка         | село                         | ↘238      |
| 11 | Черноморка       | посёлок                      | ↘22       |